# Sztafeta pływacka 4 × 100 m stylem zmiennym
4 × 100 m stylem zmiennym – konkurencja rozgrywana zarówno na 25-, jak i 50-metrowym basenie.
Style w tej konkurencji występują w innej kolejności niż w wyścigu indywidualnym w stylu zmiennym. Na początku startuje zawodnik, płynący stylem grzbietowym, następnie tzw. żabkarz po nim zawodnik płynący stylem motylkowym, a na końcu osoba pływająca stylem dowolnym. Każdy z nich pokonuje dystans 100 metrów.
Wszystkie skoki, z wyjątkiem stylu grzbietowego, wykonywane są ze startu lotnego. Po przepłynięciu przez zawodnika określonego dystansu drugi zawodnik może wystartować dopiero wtedy, gdy płynący zawodnik dotknie ściany. W przypadku gdy osoba nie dotknie „murka”, a pływak skoczy już do wody następuje dyskwalifikacja drużyny. Osoby pływające w takich sztafetach to zazwyczaj „sprinterzy”, ale to nie jest żelazna zasada.

## Mistrzostwa Polski
Obecni mistrzowie Polski:
- G-8 Bielany Warszawa (J. Mościcki, K. Zbutowicz, M. Cieślak, F. Orlicz) (2019)[1]

Obecne mistrzynie Polski:
- MKS Juvenia Wrocław (A. Tchórz, A. Iwanowska, K. Naziębło, K. Fiedkiewicz) (2019)[2]

## Mistrzostwa świata(basen 50 m)
Obecni mistrzowie świata:
- Włochy (T. Ceccon, N. Martinenghi, F. Burdisso, A. Miressi)[a] (2022)

Obecne mistrzynie świata:
- Stany Zjednoczone (R. Smith, L. King, T. Huske, C. Curzan)[a] (2022)

## Mistrzostwa świata(basen 25 m)
Obecni mistrzowie świata:
- Włochy (L. Mora(inne języki), N. Martinenghi, M. Rivolta, A. Miressi)[a] (2021)

Obecne mistrzynie świata:
- Szwecja (L. Hansson, S. Hansson(inne języki), S. Sjöström, M. Coleman)[a] (2021)

## Mistrzostwa Europy(basen 50 m)
Obecni mistrzowie Europy:
- Wielka Brytania (2018)

Obecne mistrzynie Europy:
- Rosja (2018)

## Letnie igrzyska olimpijskie
Obecni mistrzowie olimpijscy:
- Stany Zjednoczone (R. Murphy, M. Andrew, C. Dressel, Z. Apple, H. Armstrong, A. Wilson, T. Shields, B. Pieroni) (2021)

Obecne mistrzynie olimpijskie:
- Australia (K. McKeown, C. Hodges, E. McKeon, C. Campbell, E. Seebohm, B. Throssell, M. O’Callaghan) (2021)

## Rekordy Polski, Europy i świata (basen 50 m)
|           | Imię i nazwisko                                                          | Czas    | Miejsce ustanowienia  | Data            |         |         |
| Kobiety   | Kobiety                                                                  | Kobiety | Kobiety               | Kobiety         | Kobiety | Kobiety |
| --------- | ------------------------------------------------------------------------ | ------- | --------------------- | --------------- | ------- | ------- |
| WR        | Stany Zjednoczone (R. Smith, Kate Douglass,Gretchen Walsh, Torri Huske ) | 3:49,34 | Singapore (Singapore) | 3 sierpnia 2025 |         |         |
| ER        | Rosja (A. Fiesikowa, J. Jefimowa, S. Czimrowa, W. Popowa)                | 3:53,38 | Budapeszt (Węgry)     | 30 lipca 2017   |         |         |
| RP        | Polska (A. Tchórz, D. Sztandera, K. Naziębło, K. Fiedkiewicz)            | 4:02,63 | Lublin (Polska)       | 2 maja 2021     |         |         |
| Mężczyźni |                                                                          |         |                       |                 |         |         |
| WR        | Stany Zjednoczone (R. Murphy, M. Andrew, C. Dressel, Z. Apple)           | 3:26,78 | Tokio (Japonia)       | 1 sierpnia 2021 |         |         |
| ER        | Wielka Brytania (L. Greenbank, A. Peaty, J. Guy, D. Scott)               | 3:27,51 | Tokio (Japonia)       | 1 sierpnia 2021 |         |         |
| RP        | Polska (K. Stokowski, J. Kozakiewicz, J. Majerski, J. Kraska)            | 3:32,62 | Tokio (Japonia)       | 30 lipca 2021   |         |         |

## Rekordy Polski, Europy i świata (basen 25 m)
|            | Imię i nazwisko                                                            | Czas    | Miejsce ustanowienia                    | Data            |         |         |
| Kobiety    | Kobiety                                                                    | Kobiety | Kobiety                                 | Kobiety         | Kobiety | Kobiety |
| ---------- | -------------------------------------------------------------------------- | ------- | --------------------------------------- | --------------- | ------- | ------- |
| WR         | Stany Zjednoczone (Regan Smith,Lilly King,Gretchen Walsh,Kate Douglass)    | 3:40,41 | Budapeszt (Węgry)                       | 15 grudnia 2024 |         |         |
| ER         | Szwecja (L. Hansson, S. Hansson, S. Sjöström, M. Coleman)                  | 3:46,20 | Abu Zabi (Zjednoczone Emiraty Arabskie) | 20 grudnia 2021 |         |         |
| RP KLUBOWY | MKS Juvenia Wrocław (A. Tchórz, D. Sztandera, K. Naziębło, K. Fiedkiewicz) | 3:53,04 | Olsztyn (Polska)                        | 20 grudnia 2020 |         |         |
| Mężczyźni  |                                                                            |         |                                         |                 |         |         |
| WR         | Rosja (Miron Lifintsev, Kiriłł Prigoda, Andriej Minakow, Egor Kornev)      | 3:18,68 | Budapeszt (Węgry)                       | 15 grudnia 2024 |         |         |
| ER         | Rosja (Miron Lifintsev, Kiriłł Prigoda, Andriej Minakow, Egor Kornev)      | 3:18,68 | Budapeszt (Węgry)                       | 15 grudnia 2024 |         |         |
| RP KLUBOWY | AZS-AWF Katowice (T. Polewka, K. Tokarski, M. Poprawa, R. Bugdol)          | 3:26,50 | Łódź (Polska)                           | 20 grudnia 2017 |         |         |